# Remo Slotegraaf
Remo Slotegraaf (Groningen, 5 maart 2002) is een Nederlands langebaanschaatser. Zijn specialisatie ligt op de middellange afstanden (1500 en 5000 meter) en het allrounden. Sinds 2023 rijdt Slotegraaf voor Team Reggeborgh. Daarvoor maakte hij twee jaar deel uit van het Development Team van Team Jumbo-Visma, dat is een in 2019 opgerichte opleidingsploeg voor jonge talenten.

## Persoonlijke records[3]
| Afstand      | Tijd     | Datum            | Baan       |
| ------------ | -------- | ---------------- | ---------- |
| 500 meter    | 37,10    | 27 december 2022 | Heerenveen |
| 1000 meter   | 1.12,61  | 9 januari 2021   | Heerenveen |
| 1500 meter   | 1.46,73  | 29 december 2023 | Heerenveen |
| 3000 meter   | 3.42,63  | 22 december 2023 | Heerenveen |
| 5000 meter   | 6.21,99  | 28 december 2023 | Heerenveen |
| 10.000 meter | 13.19,39 | 30 december 2023 | Heerenveen |

(laatst bijgewerkt: 16 maart 2024)

## Resultaten
| Jaar | NK Afstanden                   | NK Allround            |
| ---- | ------------------------------ | ---------------------- |
| 2021 |                                | 7e (8e, 10e, 6e, 8e)   |
| 2022 | 21e 1500m 20e 5000m            | 14e (9e, 17e, 16e, NC) |
| 2023 | 11e 1500m 10e 5000m 10e 10000m | 7e (7e, 8e, 6e, 8e)    |
| 2024 | 11e 1500m 8e 5000m 10e 10000m  | 4e · (12e, 8e, , 5e    |

Team Reggeborgh
Jenning de Boo · Marcel Bosker · Janno Botman · Wesly Dijs · Marrit Fledderus · Louis Hollaar · Femke Kok · Kjeld Nuis · Hein Otterspeer · Tim Prins · Antoinette Rijpma-de Jong · Patrick Roest · Mats Siemons · Remo Slotegraaf · Stefan Westenbroek
Coaches: Gerard van Velde · Dennis van der Gun · Robin Derks